# ロヴィー・シモーネ
ロヴィー・シモーネ・オッポン（Lovie Simone Oppong、1998年11月29日 - ）は、アメリカ合衆国の女優です。

## 来歴
1998年11月29日ニューヨーク市生まれ。 1年生から4年生までモンロー・ウッドベリー高校に通いました。 彼女の母親はアフリカ系アメリカ人で、父親はガーナ人です。

## 主な出演作品
- グリーンリーフ (2016-2020)
- オレンジ・イズ・ニュー・ブラック (2017)
- ブルーブラッド 〜NYPD家族の絆〜 (2017)
- モンスター: その瞳の奥に (2018)
- シェア（2019）
- ソーシャルディスタンス (2020)
- ザ・クラフト: レガシー (2020)
- パワーブックIII：ケイナンの育成 (2021)
- ザ・ウォーク (2022)